# AG CFe 3/3
Als CFe 3/3 werden die elektrischen Zahnradtriebwagen der Altstätten-Gais-Bahn (AG) bezeichnet, von welchen zur Eröffnung der Strecke 1911 drei Stück angeschafft wurden. Sie trugen den Übernamen «Trio» und müssten korrekt bezeichnet eigentlich als CFeh 3/3 geführt werden, waren aber nie so beschriftet, sondern zwischenzeitlich sogar als CeF 3/3.

## Geschichte

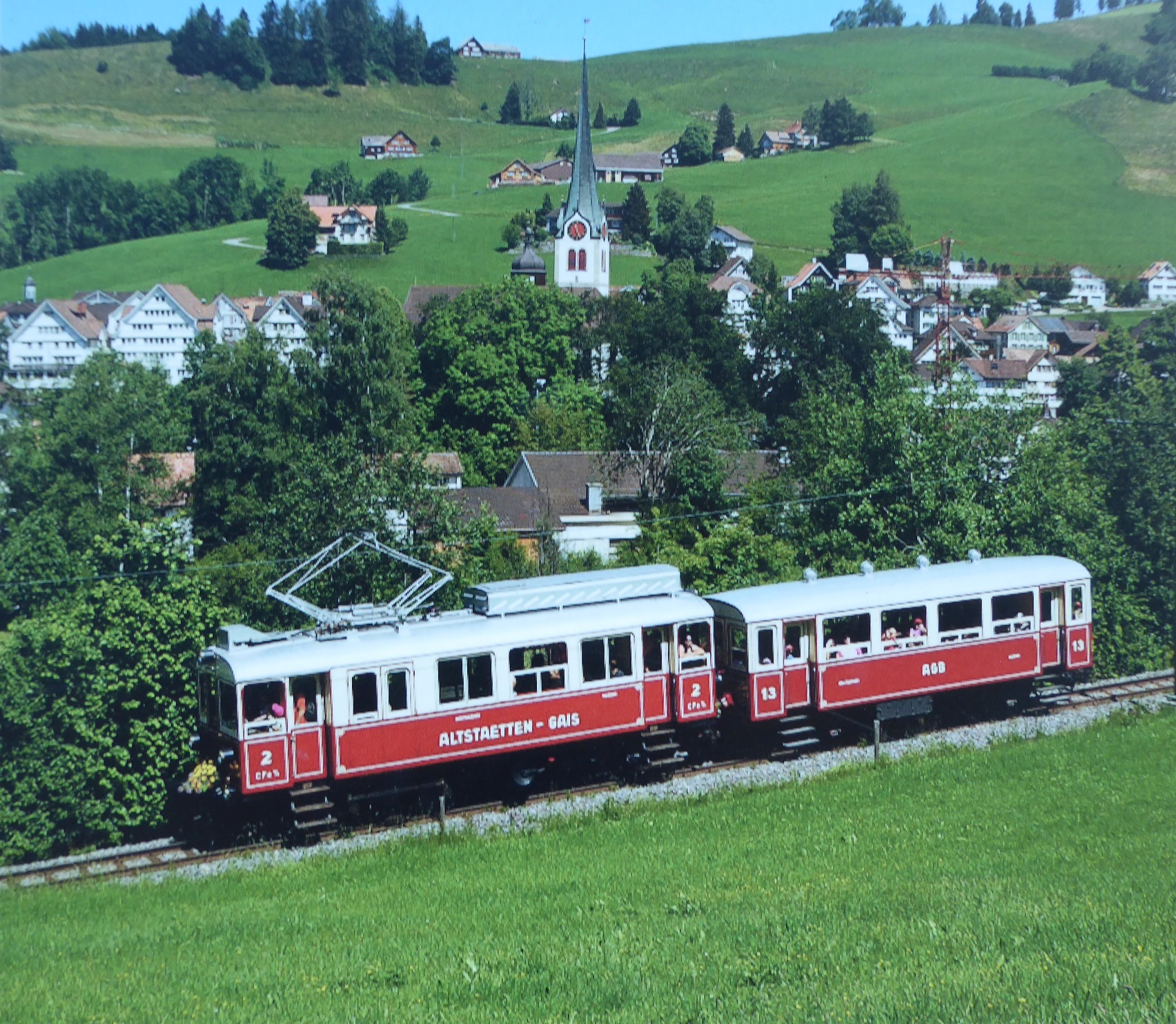
Triebwagen CFe 3/3 mit Personenwagen C13 bei Gais

Sie erhielten bei der Auslieferung die Betriebsnummern 1–3; später wurden die Nummern in 16–18 abgeändert. Seit 1953 können sie ihre Zahnradstrecke nicht mehr befahren, da die Strecke an die neuen BCFeh 4/4 6–8 angepasst wurde. Dabei wurde auf der Strecke zwischen Altstätten Stadt und Gais die Fahrleitungsspannung auf 1500 Volt erhöht und die Zahnstange an die Normen der SGA angepasst .
Als einziger Triebwagen wurde die Nummer 17 (ex 2) im Jahr 1961 an die neue Fahrleitungsspannung angepasst, wobei der Zahnradantrieb aus- und nur noch ein Fahrmotor eingebaut wurde. Anschliessend wurde er als Xe 2/3 17 bezeichnet und bis 1981 als Dienstfahrzeug eingesetzt. Zwischen 2002 und 2005 wurde der Xe 2/3 17 restauriert und optisch in den Ursprungszustand der Nummer 2 versetzt. Er ist als historisches Fahrzeug auf den Adhäsionsstrecken der Appenzeller Bahnen einsetzbar.
Die Nummer 18 (ex 3) wurde 1953 zusammen mit dem CFe 4/4 4 in Gais remisiert und 1980 abgebrochen.
Die ehemalige Nummer 1 wurde als Nummer 16 als Gütertriebwagen zwischen Altstätten Stadt und dem SBB-Bahnhof eingesetzt, bis der Güterverkehr 1975 eingestellt wurde. Er behielt sein Zahnrad, um geschleppt ins Depot Gais zum Unterhalt überführt werden zu können. Er wurde 1979 restauriert, wobei Teile der zum Abbruch freigegebenen Nummer 18 (ex 3) verwendet wurden. Dabei wurde er äusserlich in den Triebwagen Nummer 3 zurückverwandelt und am 7. Mai 1982 in das Verkehrshaus der Schweiz in Luzern überführt, wo er bis heute als Ausstellungsstück erhalten geblieben ist.

## Technisches
Die Fahrzeuge wurden von der Schweizerischen Lokomotiv- und Maschinenfabrik (SLM) in Winterthur zusammen mit der SIG Neuhausen und Alioth in Münchenstein hergestellt.
Die Fahrzeuge besitzen die Achsfolge B'A sowie ein Antriebszahnrad. Die beiden Motoren für den Adhäsionsbetrieb haben eine Leistung von 100 PS und treiben die äussere Achse des Drehgestells sowie die Einzelachse an. Die innere Achse des Drehgestells wird über Kuppelstangen vom äusseren Rad mit angetrieben. Ausserdem befindet sich dort das nicht fest mit der inneren Achse verbundene Antriebszahnrad, das durch einen eigenen 140 PS starken Motor angetrieben wird.